# Герелло, Василий Георгиевич
Васи́лий Гео́ргиевич Гере́лло (род. 13 марта 1963, Васлововцы, Украинская ССР, СССР) — советский и российский оперный певец (баритон), солист Мариинского театра с 1990 года. Заслуженный артист Украины (2006 - 2025. Лишен звания согласно "Указ президента України №38/2025"). Народный артист Российской Федерации (2008).

## Биография
Родился в селе Васлововцы Черновицкой области (УССР).
Ещё маленьким мальчиком начал петь, иногда чтобы заработать себе на одежду. Будучи подростком, пел и играл на  подаренном отцом трофейном немецком аккордеоне «Хохнер»  на свадьбах. Тогда же Василий овладел игрой на баяне, гармони, трубе и саксофоне.
Музыкальное образование начал в Черновицком музыкальном училище, но через год был призван в армию, где играл в духовом оркестре.
Со своей будущей женой Алёной познакомился во время службы в армии, они встретились на танцах в Доме офицеров в Черновцах. Её привела подруга посмотреть на красивого парня, который играл на гитаре и пел. Василий по вечерам подрабатывал на танцах. Это была любовь с первого взгляда. 8 октября 1983 года Василий и Алёна зарегистрировали свой брак.
После службы в армии поступил в то же музыкальное училище, на вокальное отделение, но не окончил его и без диплома поступил в Ленинградскую консерваторию в класс Н. А. Серваль, которую Герелло с благодарностью упоминает в большинстве интервью. Окончил консерваторию в 1991 году.
В 1990 году, будучи студентом 4-го курса консерватории, был приглашен в труппу Мариинского театра. Благодаря Валерию Гергиеву, который прослушал студента Герелло и поверил в его голос, Василий был приглашён в Мариинский театр на главные партии. Дебютом Герелло стал Валентин в «Фаусте», вскоре получил роли Онегина, Родриго.
Стал первым, кто в Мариинском театре спел «Травиату» на языке оригинала.
Ещё в студенческие годы состоялся зарубежный дебют певца: на сцене Нидерландской оперы в спектакле «Севильский цирюльник» он спел партию Фигаро. Работа с замечательным дирижёром Альберто Дзеддой, профессионалом в своем деле, который занимается музыкой Россини и с режиссёром Дарио Фо, нобелевским лауреатом, стала более чем серьёзным достижением для начинающего певца.
С труппой Мариинского театра гастролировал в Испании, Италии, Шотландии (Эдинбургский фестиваль), Финляндии (фестиваль в Миккели), Франции и Португалии. Приглашался крупнейшими оперными театрами мира, среди которых Опера Бастилии (Париж), дрезденская Опера Земпера, Немецкая опера и Берлинская государственная опера, Метрополитен-опера (Нью-Йорк), Венская государственная опера, Королевский театр Ковент-Гарден (Лондон), театр Ла Фениче (Венеция), Канадская национальная опера (Торонто), Театр Колон (Буэнос-Айрес), Театр Сан-Паоло (Бразилия), Опера Сантьяго де Чили, Ла Скала (Милан), оперные театры Амстердама и Бергена.
Ведет активную концертную деятельность. Участвовал в концерте молодых солистов стран Тихого океана в оперном театре Сан-Франциско, исполнил камерную сольную программу в театре Шатле, пел в концерте Belcanto с симфоническим оркестром Бельгии. Выступал в Нью-Йорке (Карнеги-холл) и Лондоне (Королевский Альберт-холл), с Далласким и Нью-Йоркским симфоническими оркестрами.
Дает сольные концерты на сцене Концертного зала Мариинского театра, выступает с благотворительными концертами на сценах Санкт-Петербурга. Участник многих международных фестивалей, среди которых VII Международный фестиваль «Музыка большого Эрмитажа», XIV Международный музыкальный фестиваль «Дворцы Санкт-Петербурга», фестиваль «Звезды белых ночей» и Московский пасхальный фестиваль.
Выступает со всемирно известными дирижёрами — Валерием Гергиевым, Риккардо Мути, Мунг-Вун Чунгом, Клаудио Аббадо, Бернардом Хайтинком, Фабио Луизи и многими другими.
Свободно говорит на итальянском, испанском, английском, украинском, русском языках, что позволяет ему чувствовать себя артистом мира.
В 2000 году во Франции вышел фильм-опера «Война и мир» (фр. La guerre et la paix) режиссёра Франсуа Руссийона с Василием Герелло в одной из главных ролей.
В 2016 году на телеканале «Культура» вышел документальный фильм про Василия Герелло «Василий Герелло. В тональности счастья».

## Общественная позиция
18 марта 2022 года выступил в «Лужниках» на митинге-концерте в честь годовщины аннексии Крыма. Также принял участие в патриотическом марафоне «Zа Россию» в поддержку нападения на Украину. 20 марта 2022 года в Черновцах демонтировали звезду в честь певца, выступившего в поддержку вторжения.
В мае 2022 года Латвия запретила Герелло въезд в страну за поддержку и оправдание агрессии России на Украине. Национальное агентство по предотвращению коррупции Украины выступило с инициативой о введении против Герелло международных санкций за «важную роль в российской пропаганде и поддержку российской политики, подрывающей территориальную целостность, суверенитет и независимость Украины, аннексию Крыма».
В апреле 2024 года Офис Генерального прокурора Украины сообщил о подозрении, выданном СБУ в отношении Герелло, за «публичные призывы к изменению государственных границ и устройства Украины, объединённые с разжиганием национальной вражды, а также публичные призывы к агрессивной войне».

## Семья
- Отец — Георгий Васильевич Герелло
- Мать — Домка Тодоровна Герелло
- Брат — Владимир
- Сестра — Мария
- Супруга — Алёна, хормейстер
- Сын — Герелло Андрей Васильевич, выпускник юрфака СПбГУ. На данный момент работает в компании ООО «НКТ».

## Награды и звания
- Орден Дружбы (28 марта 2019 года) — за большой вклад в развитие отечественной культуры и искусства, средств массовой информации, многолетнюю плодотворную деятельность[17]
- Народный артист Российской Федерации (2008)[18]
- Заслуженный артист Российской Федерации (19 мая 2003 года) — за заслуги в области искусства[19]
- Заслуженный артист Украины (17 августа 2006 года) — за весомый личный вклад в укрепление международного авторитета Украины, популяризацию исторических и современных достижений украинского народа, активное участие в жизни зарубежной украинской общины[20]. 18 марта 2022 года лишен звания Заслуженного артиста Украины (после выступления на концерт-митинге «Крымская весна» на стадионе Лужники в Москве).
- Знак отличия «За заслуги перед Санкт-Петербургом» (2018)[21]
- Почётный знак «За заслуги в развитии культуры и искусства» (27 ноября 2014 года, Межпарламентская ассамблея СНГ) — за значительный вклад в формирование и развитие общего культурного пространства государств — участников Содружества Независимых Государств, реализацию идей сотрудничества в сфере культуры и искусства[22].
- Лауреат Всемирного конкурса оперных певцов BBC Cardiff singer of the world (1993)
- Лауреат Международного конкурса молодых оперных певцов им. Н. А. Римского-Корсакова (I премия, Санкт-Петербург, 1994)
- Лауреат Царскосельской художественной премии (1998 год)
- Лауреат высшей театральной премии Санкт-Петербурга «Золотой софит» (1999)
- Лауреат музыкальной премии Fortissimo, учрежденной Санкт-Петербургской государственной консерваторией им. Н. А. Римского-Корсакова (номинация «Исполнительское мастерство»)[8]
- Действительный член академии народов «Элита»[5]

## Партии в операх
- Пастор («Хованщина»)
- Щелкалов («Борис Годунов»)
- Онегин («Евгений Онегин»)
- Роберт («Иоланта»)
- Томский и Елецкий («Пиковая дама»)
- Панталоне («Любовь к трём апельсинам»)
- Наполеон («Война и мир»)
- Фигаро («Севильский цирюльник»)
- Генри Эштон («Лючия ди Ламмермур»)
- Жорж Жермон («Травиата»)
- Ренато («Бал-маскарад»)
- Дон Карлос («Сила судьбы»)
- маркиз ди Поза («Дон Карлос»)
- Макбет («Макбет»)
- Амонасро («Аида»)
- Форд («Фальстаф»)
- Марсель («Богема»)
- Шарплес («Мадам Баттерфляй»)
- Валентин («Фауст»)
- Граф Альмавива («Свадьба Фигаро»)

Также репертуар певца включает партии Герцога («Скупой рыцарь»), молодого балеарца («Саламбо»), Папагено («Волшебная флейта»), Юлия Цезаря («Юлий Цезарь»), Симона Бокканегры («Симон Бокканегра»), Ричарда Форта («Пуритане»), Альфио («Сельская честь»), Филиппо Марии Висконти («Беатриче ди Тенда»), Тонио («Паяцы»), Дона Карлоса («Эрнани»), графа ди Луна («Трубадур»).